# Wall Street
Wall Street je ulica na Manhattanu u New Yorku (SAD). Proteže se istočno od Broadwaya do South Streeta na East Riveru kroz povijesno središte Financial Districta (Financijski distrikt). Wall Street prvo je stalno sjedište Njujorške burze (New York Stock Exchange). S vremenom nazivom Wall Street počeo je označavati i okolno susjedstvo (četvrt). 
Wall Street se smatra za jedno od središta gospodarskog života Sjedinjenih Američkih Država. Nekoliko značajnih financijskih ustanova ima sjedište u zgradama koje se nalaze u ovoj ulici, uključujući: NYSE, NASDAQ, AMEX, NYMEX i NYBOT.